# Sierra bracera

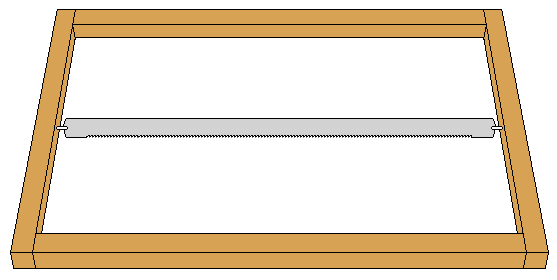
Dibujo de una sierra bracera.

Sierra bracera, sierra montada o de bastidor es la sierra que sirve para espigar y dividir toda especie de maderas. Consiste en una hoja relativamente estrecha y flexible montada a tensión dentro de un marco rectangular, generalmente de madera. La hoja está montada perpendicularmente al plano del marco, de tal modo que la madera que se corta pasa a través del centro del marco.
La sierra bracera era el principal recurso para serrar antes de que la desplazasen las sierras rígidas sin marco, las sierras de cinta y las sierras circulares. En antiguos aserraderos se usaba impulsada por una rueda hidráulica u otros dispositivos rotatorios como un cigüeñal con una barra de conexión. Actualmente está en buena parte obsoleta, aunque los carpinteros que no usan herramientas eléctricas aún las fabrican para uso personal.

## Piezas
Las piezas ordinarias que tiene esta sierra tomadas en común se llaman armas:
- las dos varas o listones a cuyo medio tanto por la parte superior como por la inferior se afirma la hoja de la sierra con sus dientes se llaman codales.
- las dos piezas que caen perpendiculares sobre la extremidad de los codales y distan igualmente de la hoja, se llaman largueros.
- los arillos que afirman las armas y los codales a la hoja, se llaman cabestrillos.
- alacrán llaman a un hierro o pasador corvo que está en la parte anterior de los cabestrillos.
- cuñas a unos zoquetillos que por la parte inferior y superior entran en los cabestrillos, sujetando la hoja.